# Copa Mundial de Fútbol Sub-17 de 2005
La Copa Mundial Sub-17 de la FIFA Perú 2005 (en inglés: FIFA U-17 World Cup Peru 2005) fue la XI edición de la Copa Mundial de Fútbol Sub-17. Esta versión del torneo se realizó en Perú, entre el 16 de septiembre y el 2 de octubre de 2005, siendo la primera oportunidad en que dicho país organizaba este evento.
El campeonato, que se inició el 16 de septiembre en el Estadio Mansiche de Trujillo, estuvo compuesto de dos fases: en la primera, se conformaron 4 grupos de 4 equipos cada uno, avanzando a la siguiente ronda los dos mejores de cada grupo. Los 8 equipos clasificados se enfrentaron en partidos eliminatorios hasta que los equipos de Brasil y México se enfrentaron en la final realizada en el Estadio Nacional de Lima. En este torneo, el equipo de México obtuvo el campeonato luego de derrotar al equipo de Brasil por 3:0.

## Sedes
| Perú                                        | Perú                                  | Perú                                   |
| ------------------------------------------- | ------------------------------------- | -------------------------------------- |
| Chiclayo                                    | Iquitos Chiclayo Lima Piura Trujillo  | Iquitos                                |
| Estadio Elías Aguirre Capacidad: 25,000     | Iquitos Chiclayo Lima Piura Trujillo  | Estadio Max Augustín Capacidad: 25,000 |
|                                             | Iquitos Chiclayo Lima Piura Trujillo  |                                        |
| Lima                                        | Piura                                 | Trujillo                               |
| Estadio Nacional del Perú Capacidad: 45,000 | Estadio Miguel Grau Capacidad: 25,000 | Estadio Mansiche Capacidad: 25,000     |
|                                             |                                       |                                        |

## Equipos participantes
En cursiva, los equipos debutantes en la Copa Mundial de Fútbol Sub-17.
| Clasificatorias | Clasificatorias | Clasificatorias | Clasificatorias | Clasificatorias | Clasificatorias |
| --------------- | --------------- | --------------- | --------------- | --------------- | --------------- |
| AFC             | CAF             | Concacaf        | Conmebol        | OFC             | UEFA            |

| Equipos participantes | Equipos participantes | Equipos participantes | Equipos participantes | Equipos participantes |
| --------------------- | --------------------- | --------------------- | --------------------- | --------------------- |
| Australia             | Costa Rica            | Gambia                | Perú                  |                       |
| Brasil                | Corea del Norte       | Italia                | Turquía               |                       |
| China                 | Estados Unidos        | México                | Catar                 |                       |
| Costa de Marfil       | Ghana                 | Países Bajos          | Uruguay               |                       |

## Resultados
Los horarios corresponden a la hora de Perú (UTC-5)

### Primera fase

#### Grupo A
| Equipo     | Pts | PJ | PG | PE | PP | GF | GC | Dif |
| ---------- | --- | -- | -- | -- | -- | -- | -- | --- |
| Costa Rica | 5   | 3  | 1  | 2  | 0  | 4  | 2  | 2   |
| China      | 5   | 3  | 1  | 2  | 0  | 3  | 2  | 1   |
| Ghana      | 3   | 3  | 0  | 3  | 0  | 3  | 3  | 0   |
| Perú       | 1   | 3  | 0  | 1  | 2  | 1  | 4  | -3  |

| 16 de septiembre de 2005 17:00 | China    | 1:1 (1:1) | Costa Rica   | Estadio Mansiche, Trujillo                                |                                                           |
|                                | Tang 17' |           | Carrillo 10' | Asistencia: 18 000 espectadores Árbitro(s): Toru Kamikawa | Asistencia: 18 000 espectadores Árbitro(s): Toru Kamikawa |

| 16 de septiembre de 2005 20:00 | Perú              | 1:1 (1:0) | Ghana               | Estadio Mansiche, Trujillo                                     |                                                                |
|                                | Chávez 10' (pen.) |           | Cárdenas 62' (a.g.) | Asistencia: 21.100 espectadores Árbitro(s): Frank de Bleeckere | Asistencia: 21.100 espectadores Árbitro(s): Frank de Bleeckere |

| 19 de septiembre de 2005 15:30 | Ghana       | 1:1 (0:0) | Costa Rica | Estadio Mansiche, Trujillo                                  |                                                             |
|                                | Quartey 58' |           | Borges 47' | Asistencia: 15.000 espectadores Árbitro(s): Jorge Larrionda | Asistencia: 15.000 espectadores Árbitro(s): Jorge Larrionda |

| 19 de septiembre de 2005 18:15 | Perú | 0:1 (0:1) | China    | Estadio Mansiche, Trujillo                             |                                                        |
|                                |      |           | Deng 13' | Asistencia: 20.000 espectadores Árbitro(s): Óscar Ruiz | Asistencia: 20.000 espectadores Árbitro(s): Óscar Ruiz |

| 22 de septiembre de 2005 18:15 | Costa Rica                     | 2:0 (1:0) | Perú | Estadio Max Augustin, Iquitos                           |                                                         |
|                                | Solórzano 45+1' · Elizondo 77' |           |      | Asistencia: 25.000 espectadores Árbitro(s): Mark Shield | Asistencia: 25.000 espectadores Árbitro(s): Mark Shield |

| 22 de septiembre de 2005 18:15 | Ghana      | 1:1 (0:0) | China             | Estadio Miguel Grau, Piura                              |                                                         |
|                                | Bukari 56' |           | Wang Xuanhong 60' | Asistencia: 15.320 espectadores Árbitro(s): Alain Hamer | Asistencia: 15.320 espectadores Árbitro(s): Alain Hamer |

#### Grupo B
| Equipo    | Pts | PJ | PG | PE | PP | GF | GC | Dif |
| --------- | --- | -- | -- | -- | -- | -- | -- | --- |
| Turquía   | 9   | 3  | 3  | 0  | 0  | 6  | 3  | 3   |
| México    | 6   | 3  | 2  | 0  | 1  | 6  | 2  | 4   |
| Australia | 3   | 3  | 1  | 0  | 2  | 2  | 5  | -3  |
| Uruguay   | 0   | 3  | 0  | 0  | 3  | 3  | 7  | -4  |

| 16 de septiembre de 2005 14:15 | Uruguay | 0:2 (0:0) | México                  | Estadio Nacional, Lima                                 |                                                        |
|                                |         |           | Vela 47' · Villaluz 54' | Asistencia: 8.000 espectadores Árbitro(s): Alain Hamer | Asistencia: 8.000 espectadores Árbitro(s): Alain Hamer |

| 16 de septiembre de 2005 17:00 | Turquía   | 1:0 (0:0) | Australia | Estadio Nacional, Lima                                  |                                                         |
|                                | Sahin 84' |           |           | Asistencia: 14.200 espectadores Árbitro(s): Kevin Stott | Asistencia: 14.200 espectadores Árbitro(s): Kevin Stott |

| 19 de septiembre de 2005 15:30 | México                     | 3:0 (2:0) | Australia | Estadio Nacional, Lima                                      |                                                             |
|                                | Esparza 20' · Vela 43' 79' |           |           | Asistencia: 6.000 espectadores Árbitro(s): Horacio Elizondo | Asistencia: 6.000 espectadores Árbitro(s): Horacio Elizondo |

| 19 de septiembre de 2005 18:15 | Uruguay                          | 2:3 (1:1) | Turquía                               | Estadio Nacional, Lima                                  |                                                         |
|                                | Duruer 28' (a.g.) · Figueroa 78' |           | Deniz 12' · Özgürcan 80' · Tevfik 84' | Asistencia: 4.000 espectadores Árbitro(s): Mourad Daami | Asistencia: 4.000 espectadores Árbitro(s): Mourad Daami |

| 22 de septiembre de 2005 15:30 | Australia             | 2:1 (1:1) | Uruguay      | Estadio Elías Aguirre, Chiclayo                          |                                                          |
|                                | Burns 20' · Kruse 83' |           | Figueroa 38' | Asistencia: 11.100 espectadores Árbitro(s): Jerome Damon | Asistencia: 11.100 espectadores Árbitro(s): Jerome Damon |

| 22 de septiembre de 2005 15:30 | México     | 1:2 (1:1) | Turquía                 | Estadio Miguel Grau, Piura                                |                                                           |
|                                | Guzmán 11' |           | Deniz 28' · Erkin 90+1' | Asistencia: 14.560 espectadores Árbitro(s): Toru Kamikawa | Asistencia: 14.560 espectadores Árbitro(s): Toru Kamikawa |

#### Grupo C
| Equipo          | Pts | PJ | PG | PE | PP | GF | GC | Dif |
| --------------- | --- | -- | -- | -- | -- | -- | -- | --- |
| Estados Unidos  | 7   | 3  | 2  | 1  | 0  | 7  | 4  | 3   |
| Corea del Norte | 4   | 3  | 1  | 1  | 1  | 6  | 4  | 2   |
| Italia          | 4   | 3  | 1  | 1  | 1  | 6  | 7  | -1  |
| Costa de Marfil | 1   | 3  | 0  | 1  | 2  | 4  | 8  | -4  |

| 17 de septiembre de 2005 10:00 | Costa de Marfil                         | 3:4 (1:2) | Italia                                     | Estadio Elías Aguirre, Chiclayo                                   |                                                                   |
|                                | Diomande 27' · Fofana 53' · Kouassi 87' |           | Tiboni 21' 32' · Mandorlini 86' · Foti 89' | Asistencia: 14.800 espectadores Árbitro(s): Subkhiddin Mohd Saleh | Asistencia: 14.800 espectadores Árbitro(s): Subkhiddin Mohd Saleh |

| 17 de septiembre de 2005 12:45 | Estados Unidos                            | 3:2 (2:1) | Corea del Norte                     | Estadio Elías Aguirre, Chiclayo                          |                                                          |
|                                | Soroka 13' · Nakazawa 43' · Zimmerman 72' |           | Choe Myong-ho 24' · Kim Kuk-jin 86' | Asistencia: 15.200 espectadores Árbitro(s): Jerome Damon | Asistencia: 15.200 espectadores Árbitro(s): Jerome Damon |

| 20 de septiembre de 2005 15:30 | Italia       | 1:3 (0:0) | Estados Unidos                           | Estadio Elías Aguirre, Chiclayo                         |                                                         |
|                                | Russotto 74' |           | Sarkodie 47' · Nakazawa 67' · Soroka 90' | Asistencia: 15.240 espectadores Árbitro(s): Mark Shield | Asistencia: 15.240 espectadores Árbitro(s): Mark Shield |

| 20 de septiembre de 2005 18:15 | Costa de Marfil | 0:3 (0:3) | Corea del Norte                                 | Estadio Elías Aguirre, Chiclayo                                |                                                                |
|                                |                 |           | Choe Myong-ho 9' (pen.), 38' · Kim Kyong-il 44' | Asistencia: 14.500 espectadores Árbitro(s): Frank de Bleeckere | Asistencia: 14.500 espectadores Árbitro(s): Frank de Bleeckere |

| 23 de septiembre de 2005 15:30 | Estados Unidos | 1:1 (1:0) | Costa de Marfil | Estadio Elías Aguirre, Chiclayo                        |                                                        |
|                                | Hall 4'        |           | Bamba 87'       | Asistencia: 12.000 espectadores Árbitro(s): Óscar Ruiz | Asistencia: 12.000 espectadores Árbitro(s): Óscar Ruiz |

| 23 de septiembre de 2005 15:30 | Italia        | 1:1 (0:1) | Corea del Norte | Estadio Mansiche, Trujillo                               |                                                          |
|                                | Palermo 90+2' |           | Kim Kuk-jin 22' | Asistencia: 10.000 espectadores Árbitro(s): Mourad Daami | Asistencia: 10.000 espectadores Árbitro(s): Mourad Daami |

#### Grupo D
| Equipo       | Pts | PJ | PG | PE | PP | GF | GC | Dif |
| ------------ | --- | -- | -- | -- | -- | -- | -- | --- |
| Brasil       | 6   | 3  | 2  | 0  | 1  | 9  | 4  | 5   |
| Países Bajos | 6   | 3  | 2  | 0  | 1  | 8  | 5  | 3   |
| Gambia       | 6   | 3  | 2  | 0  | 1  | 6  | 4  | 2   |
| Catar        | 0   | 3  | 0  | 0  | 3  | 4  | 14 | -10 |

| 17 de septiembre de 2005 15:15 | Países Bajos                                                       | 5:3 (2:2) | Catar                                       | Estadio Miguel Grau, Piura                              |                                                         |
|                                | Emnes 6' 85' · Buijs 30' (pen.) · Van der Kooij 58' · Goossens 65' |           | Yahya 11' (pen.) · Ali 31' · Al Khalfan 83' | Asistencia: 20.800 espectadores Árbitro(s): Mark Shield | Asistencia: 20.800 espectadores Árbitro(s): Mark Shield |

| 17 de septiembre de 2005 18:00 | Brasil   | 1:3 (1:2) | Gambia                                        | Estadio Miguel Grau, Piura                                  |                                                             |
|                                | Igor 23' |           | Mansally 27' · Ceesay 45' · Jallow 74' (pen.) | Asistencia: 22.300 espectadores Árbitro(s): Marco Rodríguez | Asistencia: 22.300 espectadores Árbitro(s): Marco Rodríguez |

| 20 de septiembre de 2005 15:30 | Catar   | 1:3 (1:1) | Gambia                                       | Estadio Miguel Grau, Piura                                        |                                                                   |
|                                | Ali 31' |           | Ceesay 24' · Jallow 74' (pen.) · Jagne 90+2' | Asistencia: 18.424 espectadores Árbitro(s): Subkhddin Mohd Salleh | Asistencia: 18.424 espectadores Árbitro(s): Subkhddin Mohd Salleh |

| 20 de septiembre de 2005 18:15 | Países Bajos      | 1:2 (1:1) | Brasil              | Estadio Miguel Grau, Piura                              |                                                         |
|                                | Sidnei 28' (a.g.) |           | Igor 8' · Ramón 60' | Asistencia: 20.749 espectadores Árbitro(s): Kevin Stott | Asistencia: 20.749 espectadores Árbitro(s): Kevin Stott |

| 23 de septiembre de 2005 18:15 | Gambia | 0:2 (0:1) | Países Bajos                 | Estadio Nacional, Lima                                      |                                                             |
|                                |        |           | Goossens 33' · Marcellis 72' | Asistencia: 17.000 espectadores Árbitro(s): Jorge Larrionda | Asistencia: 17.000 espectadores Árbitro(s): Jorge Larrionda |

| 23 de septiembre de 2005 18:15 | Catar | 0:6 (0:3) | Brasil                                                                   | Estadio Mansiche, Trujillo                                     |                                                                |
|                                |       |           | Ramón 13' 45+2' · Denílson 39' · Roberto 57' · Renato 58' · Anderson 74' | Asistencia: 15.000 espectadores Árbitro(s): Frank de Bleeckere | Asistencia: 15.000 espectadores Árbitro(s): Frank de Bleeckere |

### Segunda fase
|  | Cuartos de final | Cuartos de final |                  |   | Semifinales                  | Semifinales                  |  |  | Final | Final |
|  |                  |                  |                  |   |                              |                              |  |  |       |       |
|  | 25 de septiembre |                  |                  |   |                              |                              |  |  |       |       |
|  |                  |                  |                  |   |                              |                              |  |  |       |       |
|  | Costa Rica       | 1                |                  |   |                              |                              |  |  |       |       |
|  | Costa Rica       | 1                | 29 de septiembre |   |                              |                              |  |  |       |       |
|  | México (t.s.)    | 3                |                  |   |                              |                              |  |  |       |       |
|  | México (t.s.)    | 3                | México           | 4 |                              |                              |  |  |       |       |
|  | 26 de septiembre |                  | México           | 4 |                              |                              |  |  |       |       |
|  |                  | Países Bajos     | 0                |   |                              |                              |  |  |       |       |
|  | Estados Unidos   | Países Bajos     | 0                | 0 |                              |                              |  |  |       |       |
|  | Estados Unidos   |                  | 2 de octubre     | 0 |                              |                              |  |  |       |       |
|  | Países Bajos     | 2                |                  |   |                              |                              |  |  |       |       |
|  | Países Bajos     | 2                | México           | 3 |                              |                              |  |  |       |       |
|  | 25 de septiembre |                  | México           | 3 |                              |                              |  |  |       |       |
|  |                  | Brasil           | 0                |   |                              |                              |  |  |       |       |
|  | Turquía          | Brasil           | 0                | 5 |                              |                              |  |  |       |       |
|  | Turquía          | 29 de septiembre |                  | 5 |                              |                              |  |  |       |       |
|  | China            | 1                |                  |   |                              |                              |  |  |       |       |
|  | China            | 1                | Turquía          | 3 |                              |                              |  |  |       |       |
|  | 26 de septiembre |                  | Turquía          | 3 |                              |                              |  |  |       |       |
|  |                  | Brasil           | 4                |   | Partido por el tercer puesto | Partido por el tercer puesto |  |  |       |       |
|  | Brasil (t.s.)    | Brasil           | 4                | 3 | Partido por el tercer puesto | Partido por el tercer puesto |  |  |       |       |
|  | Brasil (t.s.)    |                  | 2 de octubre     | 3 |                              |                              |  |  |       |       |
|  | Corea del Norte  | 1                |                  |   |                              |                              |  |  |       |       |
|  | Corea del Norte  | 1                | Países Bajos     | 2 |                              |                              |  |  |       |       |
|  |                  |                  |                  |   |                              |                              |  |  |       |       |
|  | Turquía          | 1                |                  |   |                              |                              |  |  |       |       |
|  | Turquía          | 1                |                  |   |                              |                              |  |  |       |       |

#### Cuartos de final
| 25 de septiembre de 2005 16:00 | Costa Rica        | 1:3 (0:0, 1:1) (t. s.) | México                              | Estadio Miguel Grau, Piura                                         |                                                                    |
|                                | Juárez 67' (a.g.) |                        | Juárez 88' · Guzmán 96' · Vela 109' | Asistencia: 14.724 espectadores Árbitro(s): Subkhiddin Mohd Salleh | Asistencia: 14.724 espectadores Árbitro(s): Subkhiddin Mohd Salleh |

| 25 de septiembre de 2005 19:00 | Turquía                                            | 5:1 (2:0) | China  | Estadio Max Augustin, Iquitos                               |                                                             |
|                                | Tevfik 10' 88' · Caner Erkin 33' 90+1' · Şahin 54' |           | Gu 57' | Asistencia: 24.000 espectadores Árbitro(s): Marco Rodríguez | Asistencia: 24.000 espectadores Árbitro(s): Marco Rodríguez |

| 26 de septiembre de 2005 16:00 | Estados Unidos | 0:2 (0:1) | Países Bajos      | Estadio Mansiche, Trujillo                                  |                                                             |
|                                |                |           | Sarpong 45+1' 84' | Asistencia: 9.000 espectadores Árbitro(s): Horacio Elizondo | Asistencia: 9.000 espectadores Árbitro(s): Horacio Elizondo |

| 26 de septiembre de 2005 19:00 | Brasil                               | 3:1 (0:0, 1:1) (t. s.) | Corea del Norte  | Estadio Max Augustin, Iquitos                           |                                                         |
|                                | Ramón 48' · Celso 100' · Igor 120+3' |                        | Kim Kyong-il 82' | Asistencia: 25.000 espectadores Árbitro(s): Alain Hamer | Asistencia: 25.000 espectadores Árbitro(s): Alain Hamer |

#### Semifinales
| 29 de septiembre de 2005 16:00 | México                                     | 4:0 (1:0) | Países Bajos | Estadio Elías Aguirre, Chiclayo                         |                                                         |
|                                | Villaluz 33' 61' · Moreno 50' · Guzmán 90' |           |              | Asistencia: 16.800 espectadores Árbitro(s): Mark Shield | Asistencia: 16.800 espectadores Árbitro(s): Mark Shield |

| 29 de septiembre de 2005 19:00 | Turquía                                  | 3:4 (0:3) | Brasil                                           | Estadio Mansiche, Trujillo                                     |                                                                |
|                                | Caner Erkin 47' · Tevfik 70' · Şahin 76' |           | Celso 1' · Anderson 26' · Marcelo 32' · Igor 90' | Asistencia: 19.000 espectadores Árbitro(s): Frank de Bleeckere | Asistencia: 19.000 espectadores Árbitro(s): Frank de Bleeckere |

#### Tercer lugar
| 2 de octubre de 2005, 15:00 | Países Bajos     | 2:1 (1:0) | Turquía   | Estadio Nacional, Lima                                      |                                                             |
|                             | Goossens 13' 88' |           | Şahin 90' | Asistencia: 35.000 espectadores Árbitro(s): Jorge Larrionda | Asistencia: 35.000 espectadores Árbitro(s): Jorge Larrionda |

#### Final
| 2 de octubre de 2005 18:00 | México                              | 3:0 (2:0) | Brasil | Estadio Nacional, Lima                                         |                                                                |
|                            | Vela 31' · Esparza 32' · Guzmán 86' |           |        | Asistencia: 40.000 espectadores Árbitro(s): Frank de Bleeckere | Asistencia: 40.000 espectadores Árbitro(s): Frank de Bleeckere |

## Posiciones finales
| Equipo | Equipo          | Pts | PJ | PG | PE | PP | GF | GC | Dif |
| ------ | --------------- | --- | -- | -- | -- | -- | -- | -- | --- |
| 1      | México          | 15  | 6  | 5  | 0  | 1  | 16 | 3  | +13 |
| 2      | Brasil          | 12  | 6  | 4  | 0  | 2  | 16 | 11 | +5  |
| 3      | Países Bajos    | 12  | 6  | 4  | 0  | 2  | 12 | 10 | +2  |
| 4      | Turquía         | 12  | 6  | 4  | 0  | 2  | 15 | 10 | +5  |
| 5      | Estados Unidos  | 7   | 4  | 2  | 1  | 1  | 7  | 6  | +1  |
| 6      | Costa Rica      | 5   | 4  | 1  | 2  | 1  | 5  | 5  | 0   |
| 7      | China           | 5   | 4  | 1  | 2  | 1  | 4  | 7  | -3  |
| 8      | Corea del Norte | 4   | 4  | 1  | 1  | 2  | 7  | 7  | 0   |
| 9      | Gambia          | 6   | 3  | 2  | 0  | 1  | 6  | 4  | +2  |
| 10     | Italia          | 4   | 3  | 1  | 1  | 1  | 6  | 7  | -1  |
| 11     | Ghana           | 3   | 3  | 0  | 3  | 0  | 3  | 3  | 0   |
| 12     | Australia       | 3   | 3  | 1  | 0  | 2  | 2  | 5  | -3  |
| 13     | Perú            | 1   | 3  | 0  | 1  | 2  | 1  | 4  | -3  |
| 14     | Costa de Marfil | 1   | 3  | 0  | 1  | 3  | 4  | 8  | -4  |
| 15     | Uruguay         | 0   | 3  | 0  | 0  | 3  | 3  | 7  | -4  |
| 16     | Catar           | 0   | 3  | 0  | 0  | 3  | 4  | 14 | -10 |

### Balón de oro
El Premio Balón de Oro adidas es entregado por la FIFA al mejor jugador del torneo. 
| Jugador            | Selección |
| ------------------ | --------- |
| Anderson           | Brasil    |
| Giovani Dos Santos | México    |
| Nuri Sahin         | Turquía   |

## Goleadores
| Jugador        | Selección       | Goles |
| -------------- | --------------- | ----- |
| Carlos Vela    | México          | 5     |
| Nuri Sahin     | Turquía         | 4     |
| Tevfik Kose    | Turquía         | 4     |
| Igor           | Brasil          | 4     |
| Ever Guzmán    | México          | 4     |
| John Goossens  | Países Bajos    | 4     |
| Caner Erkin    | Turquía         | 4     |
| Ramón          | Brasil          | 4     |
| César Villaluz | México          | 3     |
| Choe Myong-ho  | Corea del Norte | 3     |